# 韦尔德利诺
韦尔德利诺（義大利語：Verdellino），是意大利贝加莫省的一个市镇。总面积3.68平方公里，人口7664人，人口密度2082.6人/平方公里（2009年）。国家统计（ISTAT）代码为016232。